# 遠寿坊

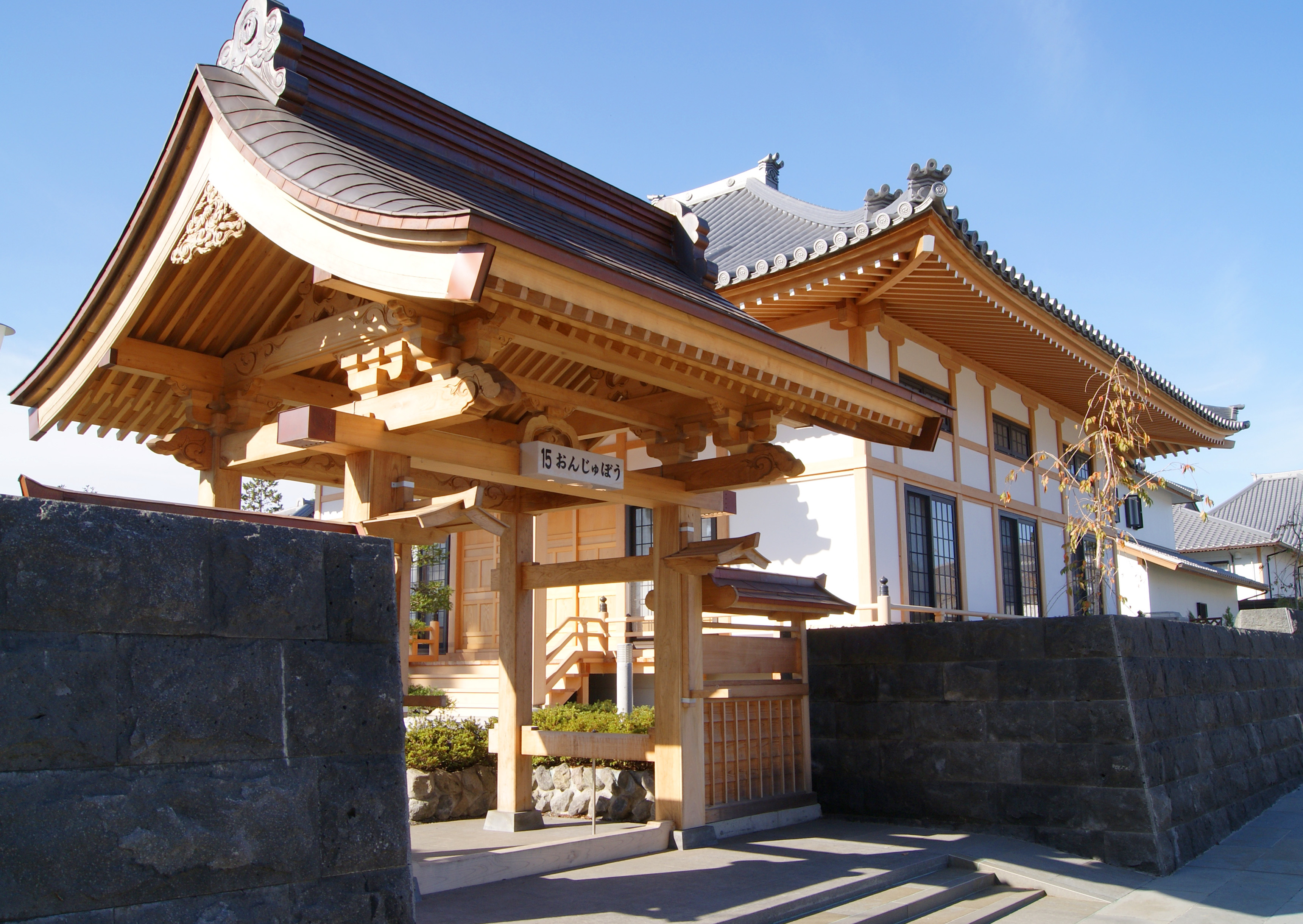
遠寿坊（2009年11月撮影）

遠寿坊（おんじゅぼう）は、日蓮正宗総本山大石寺の塔中坊の一つ。

## 歴史
- 1978年（昭和53年）6月1日 - 日蓮大聖人第700回遠忌記念として、第66世法主日達の発願、開基により建立される。
- 2008年（平成20年）12月9日 - 立正安国論正義顕揚750年記念局総本山総合整備事業の一環として旧・妙遠坊跡に移転、改築される。以前は本堂と庫裏のみだったが、改築を機に他の坊と比べて収容人数は少ないものの信徒の休憩・宿泊も可能となった。